# Balta Ialomiței

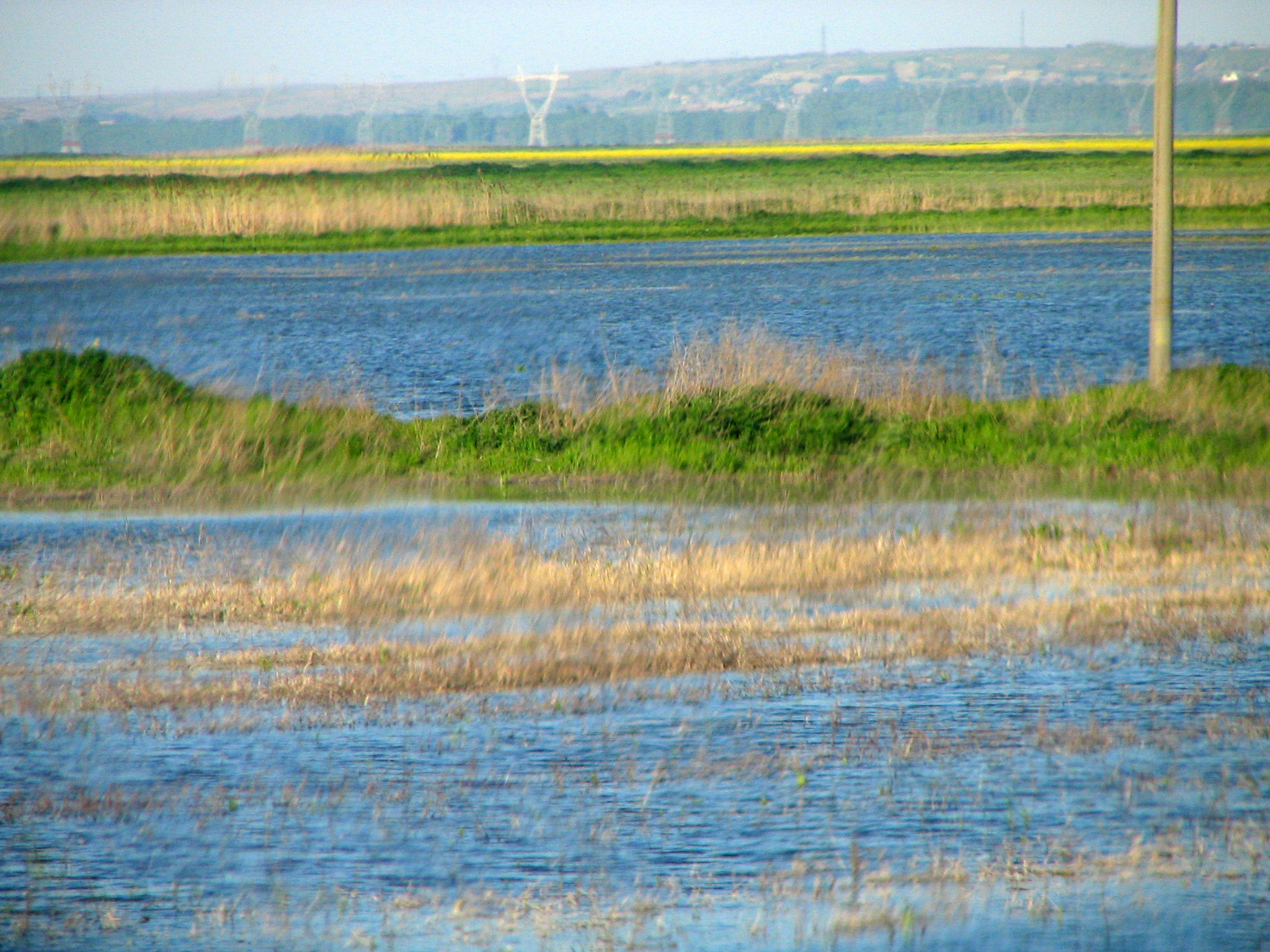
Veld op Balta Ialomiţei, overstroomd

Balta Ialomiței een eiland in de Donau en ligt in Ialomița en Călărași, Roemenië. Het eiland is door twee takken van de Donau omringd, "Borcea" en "Dunărea Veche" (Oude Donau). Vroeger bestond het eiland alleen maar uit meren, bos en moerassen, maar sinds de laatste tijd wordt een gedeelte van het land gebruikt voor landbouw. Door de overstromingen in 2006 staan delen van het eiland nog steeds onder water. Er zijn geen dorpen op het eiland. De A2 en een spoorweglijn lopen op het eiland.
Het eiland is een van de grootste eilanden van Roemenië.